# Martín Álvarez de Sotomayor
Martín Antonio Álvarez de Sotomayor y Soto Flores foi Vice-rei de Navarra. Exerceu o vice-reinado de Navarra entre 1788 e 1795. Antes dele o cargo foi exercido por Manuel Azlor. Seguiu-se-lhe Paolo de Sangro Gaetani d'Aragona y Merode.